# Abersfelder Mühlbach
Der Abersfelder Mühlbach ist der knapp vier Kilometer lange, linke und südliche und  Quellbach der Steinach in unterfränkischen Landkreis Schweinfurt. Er wird oft auch als Oberlauf der Steinach angesehen.

## Geographie

### Verlauf
Der Abersfelder Mühlbach entspringt im Hesselbacher Waldland, das auch Schweinfurter Rhön genannt wird, auf einer Höhe von 327 m ü. NHN in der Feldflur Hohenrodgrund östlich des Schonungener Ortsteils Abersfeld am südwestlichen Fuße des Gänshügels (351 m ü. NHN).
Er fließt zunächst knapp einen halben Kilometer in westlicher Richtung durch eine landwirtschaftliche genutzte Zone und wird dann auf seiner rechten Seite von dem aus dem Nordosten kommenden kleinen Bach aus dem Gänsegraben gespeist.
Gleich darauf verschwindet der Abersfelder Mühlbach südlich des Gewerbegebietes Märzgrund verrohrt in den Untergrund, unterquert dann die B 303, speist darauf einen winzigen Teich und taucht danach westlich der Alten Bucher Straße wieder an der Oberfläche auf. Er läuft nun nördlich der Straße Am Mühlbach am südlichen Dorfrand entlang und wechselt auf der Höhe der Waldsachsener Straße auf die andere Straßenseite. Kurz danach wird er auf seiner linken Seite von dem aus Südsüdosten kommenden Wurmbach gestärkt. Am westlichen Dorfausgang betrieb er früher die Abersfelder Mühle.
Er dreht nun nach Nordwesten und zieht an der bewaldeten Südseite des Sommerhangs durch ein sich verengendes Tal. Auf der andren Seite liegt das Heiligen Feld. Der Bach fließt jetzt durch wellige und bewaldete Keuper-Hochflächen. Er läuft nun begleitet von einer Baumgalerie und der Kreisstraße SW 25 zwischen den Hohen Klingen im Norden und der Hammellohe im Süden  durch die Felder und Wiesen der Flur Keilsgraben. 
Am Ostrand des Schonungener Ortsteils Marktsteinach vereinigt er  sich in der Flur Grundwiesen auf einer Höhe von 261 m ü. NHN mit dem aus dem Nordosten heranziehenden Wildbach zur Steinach.

### Zuflüsse
- Bach aus dem Gänsegraben (rechts)
- Wurmbach (links)